# Maximilian Leyh
Maximilian Leyh (* 16. Februar 1879 in Erlangen; † 12. April 1952 in München) war ein bayerischer Offizier, Militärautor und von 1918 bis 1947 Vorstand des Bayerischen Kriegsarchivs. 

## Leben

### Familie
Er war der Sohn des Apothekers Friedrich Leyh und dessen Ehefrau Emma, geborene Reich. Leyh blieb unverheiratet.

### Militärkarriere
Nach dem Besuch eines Humanistischen Gymnasiums trat Leyh 1897 als Fahnenjunker in das 1. Fußartillerie-Regiment „vakant Bothmer“ der Bayerischen Armee ein. Nach dem erfolgreichen Besuch der Kriegsschule wurde er 1899 zum Leutnant befördert und in das 2. Fußartillerie-Regiment nach Metz versetzt. Von 1910 bis 1913 absolvierte Leyh die Kriegsakademie, die ihm die Qualifikation für den Generalstab und das Lehrfach (Kriegsgeschichte) aussprach.
Als Hauptmann und Batteriechef kam er nach dem Ausbruch des Ersten Weltkriegs mit dem 1. Fußartillerie-Regiment „vakant Bothmer“ an der Westfront in Lothringen und Frankreich zum Einsatz. 1915 wurde Leyh Zweiter Generalstabsoffizier der 6. Reserve-Division und 1916 als Generalstabsoffizier zur Südarmee nach Polen versetzt. 1917 kehrte Leyh an die Westfront zurück, wo er als Erster Generalstabsoffizier der 4. Division tätig war und 1918 zum Major befördert wurde. Im gleichen Jahr ernannte man Leyh zum Vorstand des Kriegsarchivs in München. 1920 wurde er offiziell aus dem Militärdienst verabschiedet.

### Archivar
Leyh begann ein Geschichtsstudium und promovierte im März 1923 bei Michael Doeberl über das Thema Die bayerische Heeresreform unter König Ludwig II. zum Dr. phil. Er arbeitete bis 1947 als Vorstand des Bayerischen Kriegsarchivs München und wurde als Staatsarchivdirektor pensioniert. Während dieser Zeit verfasste Leyh mehrere Werke zu kriegsgeschichtlichen Themen.
Ihm ist es zu verdanken, dass das Kriegsarchiv nach Ende des Zweiten Weltkriegs nicht von der Militärregierung der US-Army beschlagnahmt wurde.

## Werke
- Die bayerische Heeresreform unter König Ludwig II. 1866–1870. München 1923.
- Rosen vom Felde der Ehre. Märchen deutscher Soldaten. 1914–1918. München 1926.
- Der deutsche Zusammenbruch als Schicksal. München 1932.
- Die Feldzüge des königlich bayerischen Heeres unter Max I. Joseph von 1805–1815. München 1935.